# مدرب فانتزي ريال مدريد
مدرب فانتزي ريال مدريد (بالإنجليزية: Real Madrid Fantasy Manager) هي لعبة إدارة نادي كرة قدم طورتها شركة فورم ذا بنتش. اللعبة متاحة على منصات فيسبوك وآيفون وأندرويد.
تم تصميم اللعبة وفقًا لنادي ريال مدريد لكرة القدم. هناك إصدارات 2011 و2012 و2013 و2014.

## أسلوب اللعب

### بداية اللعبة
في بداية اللعبة، يكون لدى اللاعبين ثلاثة خيارات — إنشاء فريق، أو اللعب بفريق ريال مدريد بأكمله، أو اللعب بالفريق الذي يعده النظام.
إذا أراد اللاعب تكوين فريق، فعليه أن يمتلك ميزانية قدرها 90 مليون يورو، ويمكنه الاختيار من بين فرق مختلفة ولاعبين متاحين. يجب أن يحتوي الفريق المُجمَّع على حارسي مرمى على الأقل وخمسة مدافعين وخمسة لاعبين وسط وثلاثة مهاجمين. للعب مع فريق ريال مدريد بأكمله، يجب إحضار المزيد من الدروع. إذا اختار اللاعب الذهاب للفريق الذي يختاره النظام، فسيحصل على فريق عشوائي به لاعب واحد من ريال مدريد و15 درعًا و7 ملايين يورو كميزانية.

### عُملة اللعبة
الدروع هي العملة الافتراضية الرئيسية للعبة، والتي يمكن استخدامها لزيادة الميزانية، وشراء العناصر، وتوقيع عقود مع اللاعبين، وما إلى ذلك في اللعبة. ويمكن الحصول على الدروع في المتجر، حيث يمكن للاعبين شراء المزيد من الدروع باستخدام نقاط فيسبوك.
العملة الرئيسية الأخرى هي المال أو الميزانية الإجمالية المتاحة للفريق، والتي كانت تُحسب باليورو.

### المرافق
المرافق هي المصدر الرئيسي للدخل للفريق. يمكن للاعب فتح المزيد من المرافق من خلال رفع المستوى أو اكتساب المزيد من الشركاء. هناك العديد من المرافق التي يمكن للاعبين بناؤها مثل المكاتب والمتاجر والحانات والفنادق. مع تقدم اللاعب ورفع مستواه، يتم فتح ترقيات للمرافق الحالية، والتي تتمتع بعوائد أعلى وأفضل من المرافق القديمة.
في وسط كل المرافق يقع ملعب سانتياغو برنابيو، وهو أعلى المرافق إنتاجية، والمرفق الوحيد الذي لا يضطر اللاعب إلى شرائه. كما أن الأموال لا تُستخدم أبدًا في صيانة الملعب.

### المباريات
يمكن للاعب أن يلعب مباريات مع فرق من مستخدمين آخرين، ويفوز بامتلاك الفريق الأقوى والأكثر لياقة. بعد الفوز، يكتسب اللاعب الخبرة وبعض الأموال من ميزانية الخصم. للفوز بالمباراة، يجب أن يكون لدى الفريق نتيجة جيدة، والتي يتم تحديدها من خلال معايير أداء اللاعب في الحياة الواقعية. للحصول على نتائج أفضل، يعد التعاقد مع لاعبين جدد أمرًا مهمًا. يمكن التعاقد مع لاعبين جدد من خلال الدروع أو الأموال.
اللاعبون من جميع فرق الدوري الإسباني والدوري البرتغالي والدوري الإنجليزي والدوري الإيطالي والدوري التركي الممتاز والدوري الألماني متاحون للتعاقد معهم. اللاعبون الذين يمتلك فريقهم مدرب فانتزي متاحون بوجوههم الحقيقية. حاليًا، كريستيانو رونالدو وليونيل ميسي وواين روني هم أغلى اللاعبين في السوق.
مع تقدم الموسم، يتم تقديم مباريات ضد المستخدمين أو مدربي مدرب فانتزي الآخرين. كما يتم تقديم سباقات السرعة اليومية في وقت معين.
في الأول من ديسمبر 2011، قبل أيام قليلة من الكلاسيكو، تم تقديم مباريات ضد مستخدمي مدرب فانتزي برشلونة، الذين يمثلون نادي برشلونة. كما تم الإعلان عن جوائز مختلفة للفوز بالمباريات ومعدات مختلفة بإصدار محدود.

#### معايير أداء اللاعبين
في كل مرة يشارك فيها لاعب حقيقي في مباراة بالدوري الممتاز أو مباراة أوروبية، سيتم تحديث مهاراته في اللعبة وفقًا لأدائه وإحصائياته من تلك المباراة.
| لعب المباراة:           |     |
| ----------------------- | --- |
| العب المباراة           | +20 |
| العب كلاعب الفريق الأول | +20 |
| الفوز بالمباراة         | +60 |
| التعادل بالمباراة       | +20 |

| للأهداف المسجلة:   |      |
| ------------------ | ---- |
| مهاجم              | +30  |
| وسط                | +50  |
| مدافع              | +80  |
| حارس مرمى          | +200 |
| هدف ذاتي (أي مركز) | -80  |

| للحفاظ على الشباك نظيفة: |     |
| ------------------------ | --- |
| حارس مرمى                | +80 |
| مدافع                    | +40 |
| وسط                      | +20 |
| مهاجم                    | +10 |

| استقبال +3 أهداف: |     |
| ----------------- | --- |
| حارس مرمى         | -40 |
| مدافع             | -20 |
| وسط               | -10 |
| مهاجم             | -5  |

| لللاعب المطرود: |     |
| --------------- | --- |
| طرد اللاعب      | -40 |

اللاعب الذي لا يلعب في المباراة سوف يحصل على نتيجة 0، بغض النظر عن النتيجة النهائية.

### الشركاء
الشركاء أو سوسيوس هم المستخدمون المتصلون باللعبة. على فيسبوك، يمكن للاعب دعوة الأصدقاء إلى اللعبة، ويتم إلغاء قفلهم كشركاء عندما يصلون إلى المستوى 5. على آيفون، يمكن للاعب دعوة الشركاء من خلال إعطائهم رمزًا. يساعد الشركاء اللاعبين على الحصول على المزيد من الأرباح من المرافق، كما يساعدون أيضًا في الفوز بالمباريات.
يمكن أيضًا الحصول على شريك في المتجر، والذي يستهلك 5 دروع لكل 1 سوسيوس. في بعض الأحيان، يتم الحصول على شريك عند زيارة التطبيق يوميًا أثناء الحصول على مكافأته اليومية.
يوجد 130،000 مستخدم نشط شهريًا للعبة[متى؟]، مما يجعلها اللعبة الأكثر شعبية في سلسلة مدرب الفانتزي.

### الوظائف
بخلاف لعب المباريات، هناك العديد من الوظائف الأخرى المفيدة لكسب المال والخبرة. شراء مرافق أفضل سيسمح بوظائف أفضل. يتم تصنيف الوظائف في فئات مختلفة مثل الوظائف التي يتم من خلالها اكتساب المال فقط أو اكتساب الخبرة فقط أو تلك التي تمنح المال والخبرة.
مع تحديث المرافق، يتم فتح المزيد من الوظائف الأفضل، والتي توفر المزيد من الفوائد مع استهلاك قدر أقل من الطاقة.

### البنك
البنك هو المكان الذي يستطيع اللاعبون فيه حماية أموالهم. ومن المهم إيداع الأموال في البنك لتقليل الخسائر إذا خسر اللاعب تحديًا من مستخدم آخر. يتم خصم عمولة بنسبة 10% من الأموال أثناء الإيداع. ولا يتم تطبيق أي رسوم عند سحب المدخرات من البنك.

## الملاحظات والمراجع
1. ↑  "Real Madrid Fantasy Manager Description, Stats & Images". مؤرشف من الأصل في 2012-07-13. اطلع عليه بتاريخ 2012-03-28.
2. 1 2  "Real Madrid Fantasy Manager by Real Madrid". appolicious.com. مؤرشف من الأصل في 2016-03-04. اطلع عليه بتاريخ 2011-12-14.
3. ↑  "Real Madrid Fantasy Manager 2012 Tech Info". Gamespot Asia. Gamespot.com. مؤرشف من الأصل في 2012-07-17. اطلع عليه بتاريخ 2012-03-27.
4. 1 2 3  Data & Information taken from "the official fan page". فيسبوك. مؤرشف من الأصل في 2024-03-22.
5. ↑  The 2011 edition of the game was not available for Android-operated systems. This version was launched during ongoing of the 2012 edition.
6. ↑  "Real Madrid FM 2012 Launches for iOS". Gamingupdate.com. مؤرشف من الأصل في 2012-02-06. اطلع عليه بتاريخ 2011-12-07.
7. ↑  "Real Madrid Fantasy Manager 2011 launched on Facebook". Football-marketing.com. مؤرشف من الأصل في 2016-10-12.
8. ↑  "Real Madrid Launches Real Madrid Fantasy Manager 2011" (PDF). مؤرشف من الأصل (PDF) في 2011-09-02. اطلع عليه بتاريخ 2011-12-07.
9. 1 2 3 4 5  "Real Madrid FM Guide". Facebook Games List. مؤرشف من الأصل في 2011-12-10. اطلع عليه بتاريخ 2011-12-22.
10. ↑  As said during game tutorials & in the support center.
11. ↑  A minimum of 42 Facebook credits are required to buy game shields. It is not possible to buy shields under that limit.

## وصلات خارجية
- الموقع الرسمي نسخة محفوظة 24 ديسمبر 2024 على موقع واي باك مشين.
- مدرب فانتزي ريال مدريد نسخة محفوظة 14 مارس 2016 على موقع واي باك مشين. على آب ستور
- مدرب فانتزي ريال مدريد على فيسبوك
- مدرب فانتزي ريال مدريد نسخة محفوظة 18 ديسمبر 2012 at Archive.is على سوق الأندرويد
- مدرب فانتزي ريال مدريد على إكس
- مدرب فانتزي ريال مدريد نسخة محفوظة 18 أغسطس 2012 على موقع واي باك مشين. على جوجل بلاي
- من الموقع الرسمي لشركة فورم ذا بنتش